# Hans Ziegler (Politiker)
Hans Ziegler (* 9. März 1877 in Henfenfeld; † 19. März 1957 in Nürnberg) war ein deutscher sozialistischer Politiker, Gewerkschafter und Oberbürgermeister der Stadt Nürnberg.

## Leben und Wirken
Ziegler erlernte nach dem Besuch der Volksschule das Dreherhandwerk. Als junger Mann schloss er sich dem Deutschen Metallarbeiterverband (DMV) und der Sozialdemokratischen Partei Deutschlands (SPD) an. Nach dem Ende seiner ersten Ehe, aus der eine Tochter hervorging, heiratete Ziegler 1913 das Dienstmädchen Anna Strauß, das wie er eine politische Karriere in der SPD einschlug.
Während des Ersten Weltkrieges verließ Ziegler 1916 die SPD und trat zur Unabhängigen Sozialdemokratischen Partei Deutschlands (USPD) über. Während der Novemberrevolution von 1918 war er Delegierter des landesweiten Rätekongresses. 1920 wurde er in den Landtag von Württemberg gewählt, dem er bis 1924 angehörte. Um 1922 kehrte Ziegler zur SPD zurück, in der er zum linken Parteiflügel gehörte. Darüber hinaus fungierte er als Orts- und Kreisvorsitzender sowie als Geschäftsführer der örtlichen Gliederung des DMV in Heilbronn.
1930 wurde Ziegler als Kandidat der SPD für den Wahlkreis 7 (Breslau) in den Reichstag gewählt. Zusammen mit fünf Parteifreunden wurde er nach wiederholtem Bruch der Fraktionsdisziplin im September 1931 aus der SPD ausgeschlossen. Anschließend beteiligte er sich an der Gründung der Sozialistischen Arbeiterpartei Deutschlands (SAPD). In dieser fungierte Ziegler als Gewerkschaftsexperte, ein Status der ihm vor allem aufgrund des Umstandes zukam, dass er praktisch der einzige prominente Gewerkschaftsvertreter in den Reihen der SAPD war, in der er zum linkssozialdemokratisch-pazifistischen Flügel um Anna Siemsen zählte. Zieglers gewerkschaftliche Tätigkeit war in seiner neuen Partei umstritten. Namentlich machte man ihm zum Vorwurf, dass er als Gewerkschaftstags-Delegierter einen zu vorsichtigen Kurs gegenüber der von der SPD dominierten DMV-Führung an den Tag lege.
Im März 1933, einen Monat nach dem Reichstagsbrand, wurde Ziegler festgenommen und für längere Zeit in einem Konzentrationslager gefangen gehalten. Nach dem Krieg amtierte Ziegler von 1945 bis 1948 als Oberbürgermeister von Nürnberg. Im Sommer 1949 übernahm er den Vorsitz der Aktion für Frieden und Völkerverständigung. Die SPD schloss Ziegler bald darauf erneut aus ihren Reihen aus, nachdem er an einem Friedenskongress in Moskau teilgenommen hatte.